# Casa propia

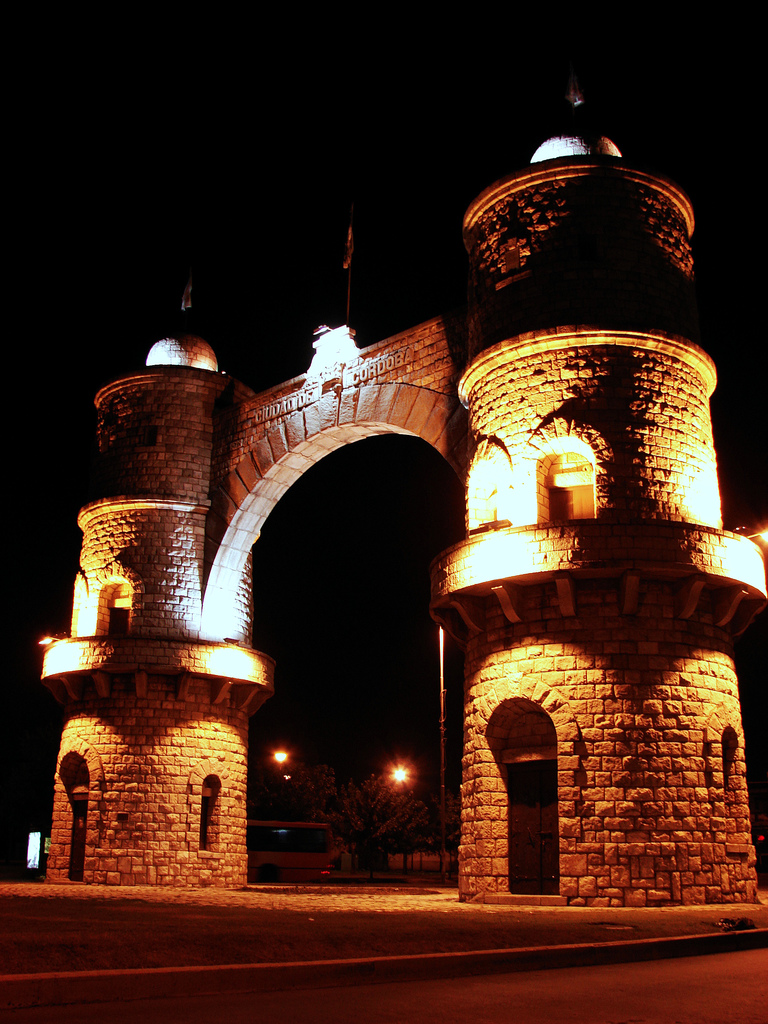
Ciudad de Córdoba, donde fue realizado en su totalidad el film.

Casa propia es una película de drama argentina de 2018 dirigida por Rosendo Ruiz y guionada por Gustavo Almada y Rosendo Ruiz. El film fue distribuido por Cinetren y producido por El Carro. Fue íntegramente filmada y producida en la ciudad de Córdoba, provincia de Córdoba, Argentina. Su estreno en Argentina a nivel nacional fue el día 2 de agosto de 2018. Es protagonizada por Gustavo Almada, Yohana Pereyra, Maura Sajeva, Irene Gonnet, Mauro Alegret y Eugenia Leyes Humbert.
La película fue realizada con el apoyo del INCAA (Instituto Nacional de Cine y Artes Visuales), el Polo Audiovisual Córdoba y recibió además el Premio al Desarrollo entregado por la Municipalidad de la ciudad de Córdoba para su producción.

## Sinopsis
En la ciudad de Córdoba, Alejandro (Gustavo Almada), un hombre de casi 40 años, es profesor de Literatura en una escuela secundaria pública. Su dilema surge de su aún convivencia, a pesar de su edad, con su anciana madre (Irenne Gonnet). Su situación económica no es favorable y la convivencia lo angustia, lo frustra por su forzada dependencia. Además, sufre constantes peleas e inmediatas reconciliaciones con su novia (Maura Sajeva) una mujer divorciada quién tiene un hijo de este matrimonio previo, con el cual vive.
Su madre termina enfermando de cáncer y corta las pocas posibilidades de independencia de Alejandro quien debe quedarse junto a ella para cuidarla ya que por su enfermedad sufre numerosas recaídas. La relación que mantiene con su hermana tampoco se encuentra en buenos términos ya que ella lo concibe como un solterón que aún vive con su madre y empeora la situación de Alejandro al no ayudar con el cuidado de su madre. El único contacto masculino de Alejandro es un amigo (Mauro Alegret) que vive una situación mucho más despreocupada al gozar del éxito literario que él nunca logró conseguir.
Alejandro buscará mudarse solo pero su situación económica al borde de la pobreza y principalmente la enfermedad de su madre lo llevará a replantearse sus planes y decisiones siempre al filo de un desborde emocional además de las relaciones con su novia, amigo y hermana que tensan su razonamiento.

## Reparto
- Gustavo Almada
- Yohana Pereyra
- Maura Sajeva
- Irene Gonnet
- Mauro Alegret
- Eugenia Leyes Humbert

## Premios y Festivales
| Festival                                                | Año  | Categoría                           |
| ------------------------------------------------------- | ---- | ----------------------------------- |
| BAFICI 20° Edición                                      | 2018 | Competencia Argentina               |
| Festival Nacional de Cine de General Pico               | 2018 | Competencia Nacional                |
| Festival Internacional de Cine Independiente de Cosquín | 2018 | Sección Cine Cordobés Contemporáneo |

Atilio Sánchez recibió de la mano de la Asociación Argentina de Sonidistas Audiovisuales (ASA) la "Mención del Jurado por Sonido".

## Críticas
Recibida con críticas positivas en su estreno y en su paso por festivales elogiando principalmente simplicidad, naturalismo y realismo a la hora de abordar un argumento corriente que permite al espectador identificarse fácilmente con el problema.